# Вербецкий, Евгений Николаевич
Вербецкий Евгений Николаевич (4 октября 1936, г. Мокра Рыбницкого района Молдавской AССР — 22 мая 2007) — молдавский и советский кларнетист, преподаватель, Заслуженный артист Молдавской ССР (1967), Народный артист Молдавской ССР (1991), профессор.

## Биография
В 1955 году закончил Кишинёвское музыкальное училище имени Штефана Няги (ныне Музыкальный колледж имени Штефана Няги) (класс преп. Н. Йордатия). В 1961 году — Кишиневскую государственную консерваторию (проф. В. П. Повзун), 1965 году аспирантуру при Ленинградской государственной консерватории им. Н.А. Римского-Корсакова (класс профессоров В. Генслера и В. Красавина). С 1957 по 1982 год солист симфонического оркестра Молдавской филармонии. С 1961 года преподает в Кишиневской консерватории. Доцент — 1977 год, профессор — 1982 год. Много лет возглавлял кафедру духовых инструментов. Лауреат республиканского конкурса (Кишинев-1963), дипломат Всесоюзного конкурса (Ленинград-1963). Е. Вербецкий блестящий исполнитель, который достойно представлял советскую музыкальную культуру за рубежом. В 1974-1977 г. был направлен на Кубу, в Гавану для оказания методической помощи кубинским исполнителям.
В 1977 году консультировал педагогов-духовиков болгарского города Пловдива. В 1984 году выступал перед слушателями г. Гренобля.
Е. Вербецкий был инициатором исполнения многих известных произведений для кларнета и камерных ансамблей, с участием кларнета. Многие композиторы доверяли Евгению Николаевичу первое исполнения своих произведений. Среди них: Б. Дубоссарский (соната для кларнета и виолончели), В. Поляков (Скерцино), В. Ротару (Романс), М. Фишман (Соната для кларнета и фортепиано и Скерцино для кларнета и фортепиано),  Т. Олаха из Румынии (Соната для кларнета-Соло). В ряду исполняемых произведений также были композиторы — К. Сен-санс, Бах, Бетховен, Стравинский, Б. Барток, Г. Фрид, Г. Няга и другие. Вербецкий выступал в различных ансамблях с пианистами - Г. Страхилевич, В. Левинзоном, С. Коваленко, виолончелистом Н. Татариновым. Часто маэстро выступал как солист-кларнетист с Молдавским симфоническим оркестром. Это произведения крупной формы: Концерт для кларнета с оркестром А. Копленда, концерты В. А. Моцарта, Ф. Крамаржа, А. Димлера и другие.
В последние годы были исполнены Сонаты для кларнета и фортепиано Ф. Пуленка и П. Хиндемита. Концертная фантазия для кларнета и фагота Э. Вила Лобоса, Соната Т. Олаха, «Гротеск» болгарского композитора А. Текелиева, Рапсодия Г. Мустя.
Е. Бербецкий оставил после себя много записей и грампластинок. В Фондах Молдавского Радио имеются записи многих и многих произведений с участием этого прекрасного кларнетиста.
Огромен вклад Евгения Николаевича как педагога.
Среди лучших его выпускников: С. Чабыкин - лауреат Всесоюзного конкурса исполнителей на духовых инструментах (живет и работает в Австралии), дипломант того же конкурса С. Андрусенко. Лауреаты межреспубликанских конкурсов — А. Амелин, В. Берлик. М. Корецкий. Лауреаты международных конкурсов - Марчел Кирилов (живет и работает в Испании), Александр Негруца (живет и работает в США), Саша Данилов (живет и работает в Австрии).
Е. Вербецкий является автором ряда методических трудов, имеющих важное значение для воспитания молодых исполнителей-духовиков «О начальном обучении игре на кларнете», «О дыхании на духовых инструментах», «Самостоятельная работа студента над учебным репертуаром» и многое другое.